# Слободище (Брянська область)
Слободище (рос. Слободище) — село в Дятьковському районі Брянської області Російської Федерації.
Населення становить 2087 осіб. Входить до складу муніципального утворення Слободищенське сільське поселення.

## Історія
Від 2005 року входить до складу муніципального утворення Слободищенське сільське поселення.

## Населення
| 2010 | 2013  |
| ---- | ----- |
| 2020 | ↗2087 |